# غييرمو سابوتو
غييرمو سابوتو (بالإسبانية: Guillermo Saputo) (مواليد 1 مايو 1977) هو ملاكم أرجنتيني، مثّل بلاده في الألعاب الأولمبية الصيفية في دورتي 1996 و2000.

## روابط خارجية
غييرمو سابوتو على موقع بوكس ريك (الإنجليزية) (registration required)
- غييرمو سابوتو على موقع أوليمبيديا (الإنجليزية)